# Torreta oscilante

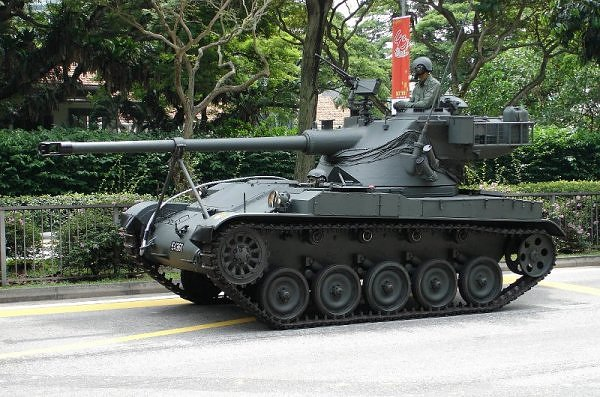
Un AMX-13.

Una torreta oscilante es un tipo de torreta de vehículos blindados de combate, tanto para tanques como para automóviles blindados. Esta torreta es inusual en estar separada en dos partes con movimientos independientes: la elevación y el retroceso están dados por la parte superior de la torreta, la cual se mueve relativa a la parte inferior, siendo esta última la que provee el giro horizontal.
Las torretas oscilantes son muy poco comunes. Su único uso amplio ha sido en dos diseños franceses, el tanque ligero AMX-13, el automóvil blindado Panhard EBR-75 y en el cazacarros austriaco SK-105 Kürassier el cual utiliza una torreta desarrollada a partir de la del AMX-13. Estos tres diseños tomaron ventaja de las características de la torreta oscilante para montar un cañón relativamente pesado en un chasis ligero.

## Diseño

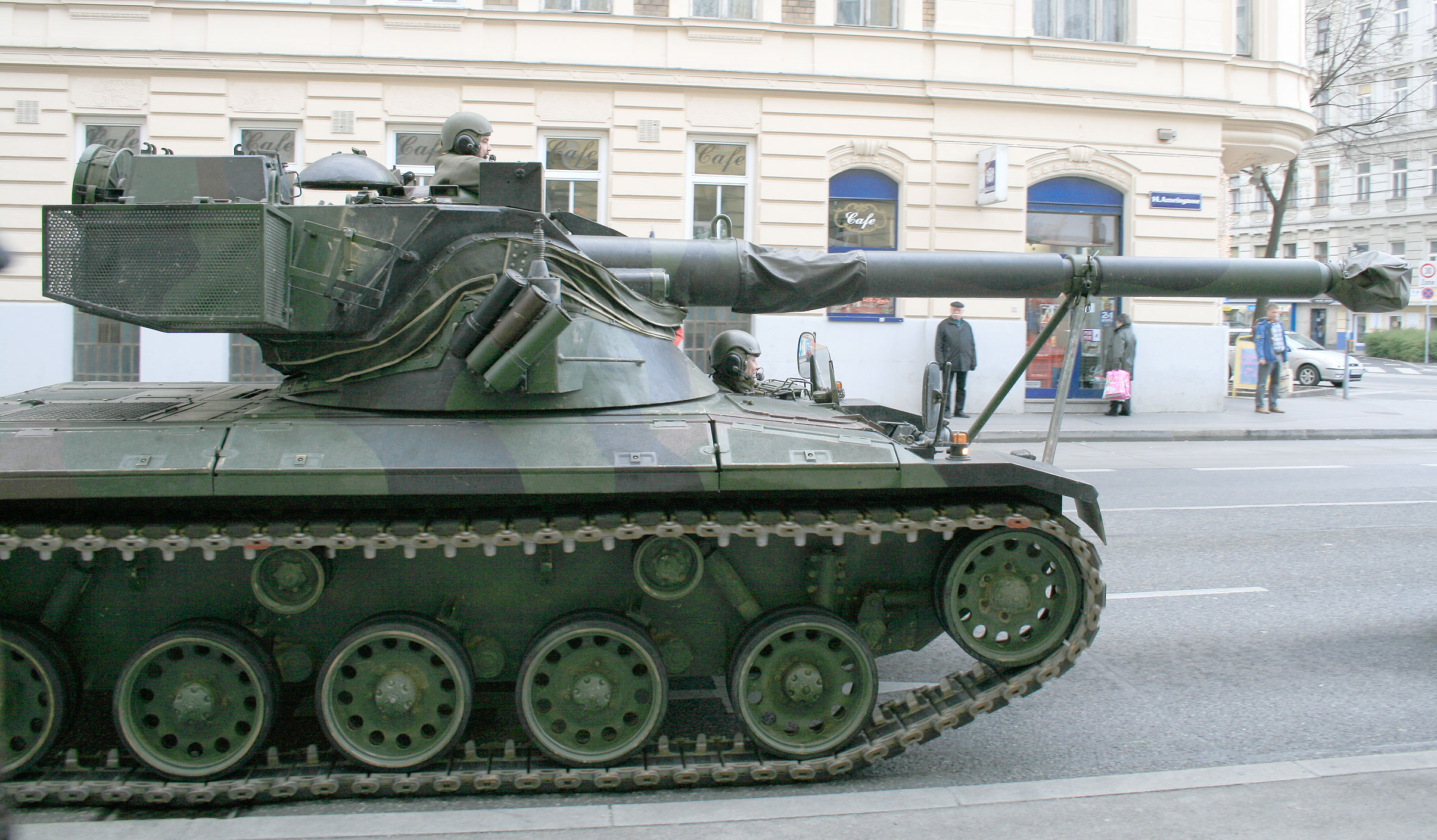
El SK-105 Kürassier, mostrando el muy bajo perfil de su torreta.

La torreta consta de partes superiores e inferiores, unidas por un trunnion o pivote. El espacio entre estas dos partes está cubierto por debajo por una lona o caucho distintivamente visibles.
El cañón está fijado rígidamente a la parte superior de la torreta. La elevación del cañón, por ejemplo, al apuntar a un objetivo más lejano, es llevada a cabo al inclinar completamente la parte superior de la torreta. El giro horizontal se realiza convencionalmente al rotar la torreta.
Debido a que el cañón está fijo a la torreta, toda la estructura superior amortigua el retroceso al realizar un disparo. No presenta un mantelete como tal y el cañón junto con la recámara mantienen su posición en la parte superior de la torreta. La energía del retroceso es absorbida por amortiguadores oleoneumáticos, pero estos están integrados con los actuadores hidráulicos que posicionan la porción oscilante de la torreta (elevación y depresión), en vez de funcionar paralelamente al cañón.

## Ventajas
Hay tres ventajas importantes; la alta posición del cañón (sin la común desventaja de sacrificar la depresión del arma), bajo perfil y un cargador automático. Estos beneficios son superados en la práctica por desventajas tales como el bajo desempeño de los cargadores automáticos. Una ventaja menor es el reducido retroceso del cañón principal causado por la mayor masa que este debe desplazar en su trayecto de disipación. 

### Torretas compactas

#### Tanques pesados y el AMX-50

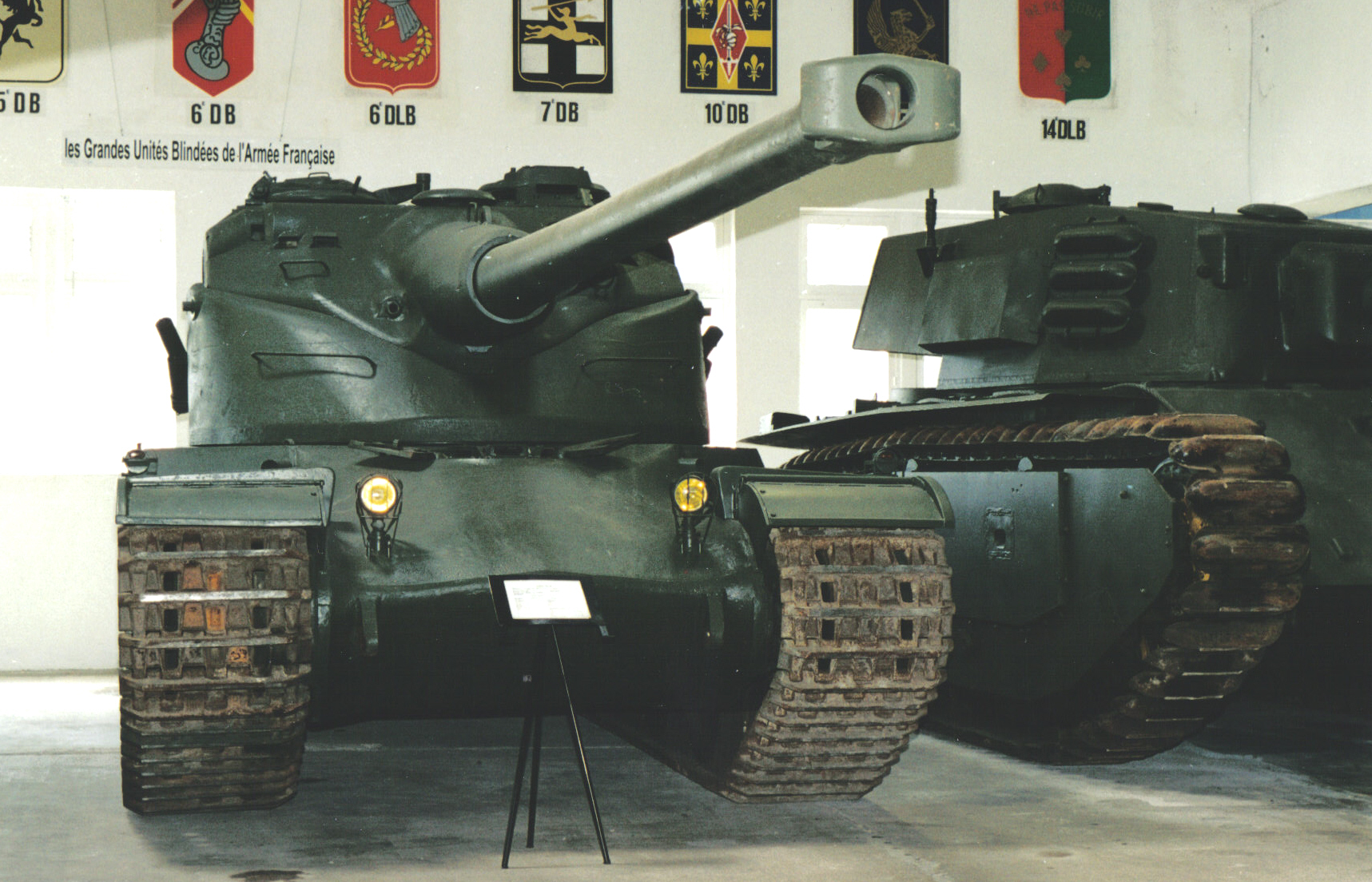
Un AMX-50 con una torreta Tourelle D y un cañón de 120 mm.

Inicialmente se pretendía que la ventaja de las torretas oscilantes sería la reducción del tamaño de las torretas para montar un cañón de gran calibre en los tanques principales de batalla. En la década de 1950, los tanques rápidamente aumentaban su poder de fuego, su tamaño y su peso. Las fuerzas armadas occidentales intentaban emparejar el creciente desarrollo de los tanques soviéticos, tales como el T-55. El peso era el principal problema, particularmente cuando demandaba un motor con más potencia o una transmisión más fuerte. Ya que el blindaje más fuerte generalmente se encuentra en la torreta, reducir su tamaño parecía un fin bastante plausible.
El tamaño puede ser reducido debido a que la recámara del cañón no debe ser movida independientemente de la torreta, siendo esta acción provista por la porción superior de la torreta. No se necesita espacio libre ni sobre ni bajo la recámara, espacio que normalmente es perdido en torretas convencionales. En particular, el diseño de la torreta oscilante es particularmente bajo en la parte superior a la recámara, dándole una baja silueta, lo cual es una ventaja considerable.
Esta fue la justificación para la primera torreta oscilante, diseñada para el tanque francés AMX-50 de aproximadamente 50 toneladas. Primero utilizó un cañón de 90 mm, luego uno de 100 mm, principalmente para ahorrar espacio. La versión final de 120 mm primero fue revertida a una torreta convencional y posteriormente se volvió a utilizar otro diseño oscilante, cuyo nombre fue Tourelle D. Sin embargo para elevar el cañón aún se requería de espacio dentro de la torreta para permitir el movimiento de la recámara. Esto ha estimulado la producción de diseños de torretas oscilantes con el eje del cañón posicionado relativamente alto comparado con el de una torreta convencional, incluso cuando el perfil de la torreta sea relativamente bajo.
Un problema fue que la mayor parte del blindaje de una torreta se encuentra en el mantelete de esta, el cual se mantuvo en su totalidad en el AMX-50, provocando que la Tourelle D fuese tan alta que se asemejaba a la de un Challenger de la Segunda Guerra Mundial, siendo la torreta del AMX-50 más de 30 cm más alta que la del Conqueror, un tanque británico contemporáneo de características similares. El AMX-50 se fue haciendo progresivamente más pesado y a pesar de haber sido un tanque bastante competente para los estándares de la década de 1950, esta clase de blindados lentos y pesados se estaba volviendo obsoleta debido al desarrollo de misiles antitanque guiados en la década de 1960 por lo cual se abandonó este proyecto.

#### Tanques ligeros

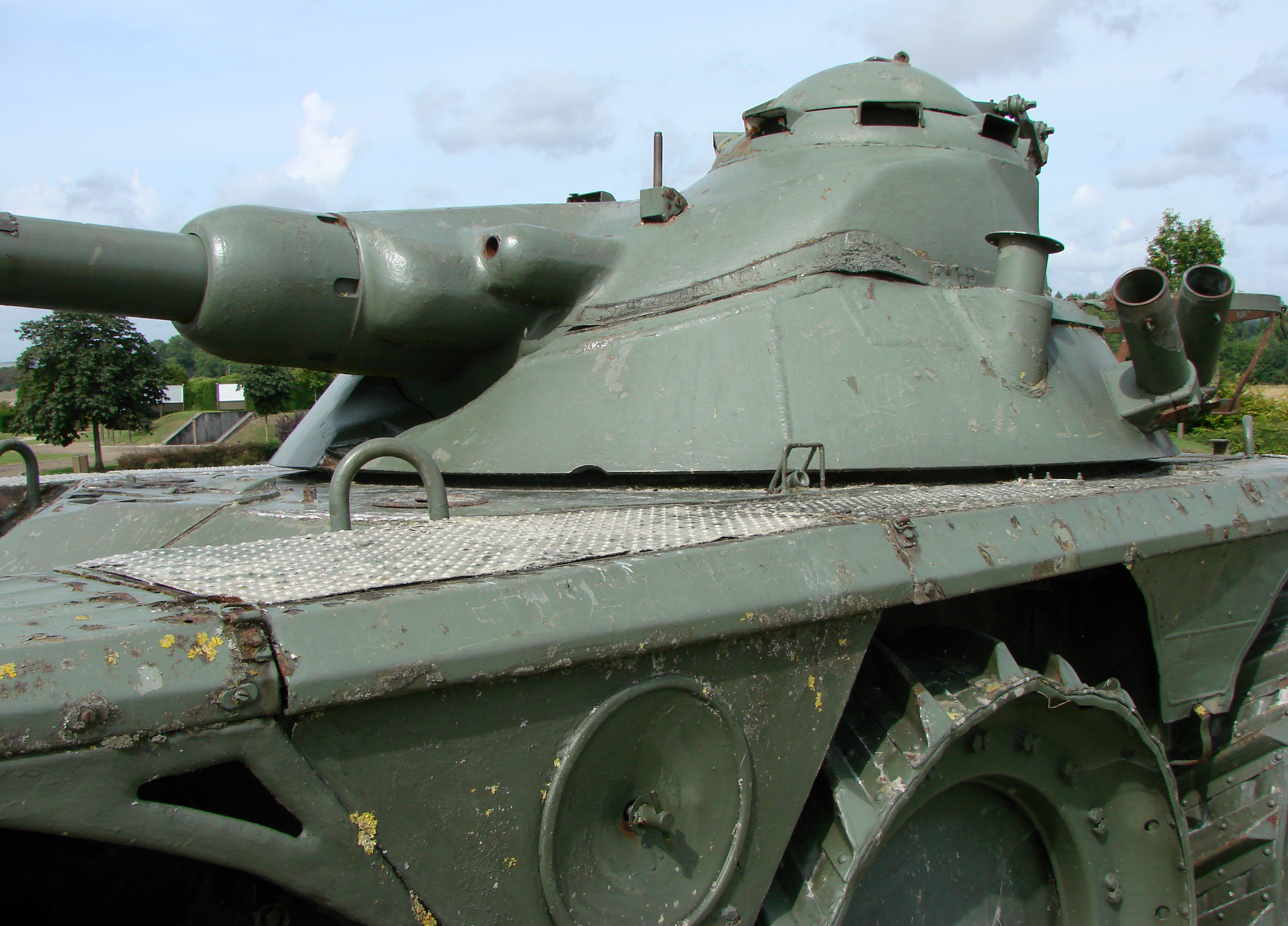
Torreta del Panhard EBR.

Mientras que la torreta oscilante fue poco útil en tanques pesados, tuvo mayor éxito en el hecho de que permitía a tanques ligeros y automóviles blindados montar un cañón inusualmente pesado para dichas clases de vehículos como lo es un cañón de 90 mm. En la doctrina francesa, los vehículos de reconocimiento ligero estaban bien armados y aparte de funciones de reconocimiento debían cumplir el rol de defender los flancos de una fuerza principal. No se esperaba que actuasen como cazacarros por lo cual el cañón de 90 mm equipado era de baja velocidad y disparaba proyectiles de alto poder explosivo, lo cual se probó bastantemente efectivo en el rol que estos cumplían.
Para proporcionarle una mejor capacidad antitanque al AMX-13, posteriormente se le montaron cuatro lanzaderas de misiles SS.11 en la parte anterosuperior de la torreta.

### Cargador automático
Ya que el cañón principal se aloja en la parte superior de la torreta, incluso durante el retroceso, es más fácil instalar un cargador automático de munición a una torreta oscilante que a una convencional, ya que en esta última el cañón y su recámara deben ser puestos a una elevación específica para recargar. El diseño francés utiliza dos tambores giratorios de 6 proyectiles cada uno, permitiéndole una alta cadencia de disparo y también una selección de dos tipos de munición distinto. La desventaja es que una vez que la munición disponible (12 proyectiles) ya ha sido utilizada, recargar estos tambores es un proceso lento que no puede llevarse a cabo en combate bajo fuego. Para el AMX-13, esta recarga debía ser llevada a cabo desde el exterior del vehículo.
Fue común con los primeros cargadores automáticos de producción que su complejidad los hiciese poco confiables, como fue el caso del cargador automático de 120 mm del AMX-50, el cual tendía a fallar debido al peso de la munición.

## Vehículos blindados equipados con torretas oscilantes
Francia

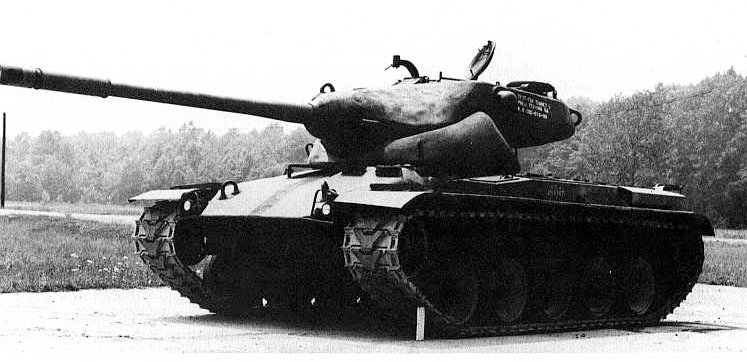
El T69 estadounidense.

- AMX-13 - tanque ligero ampliamente utilizado.[2]
- AMX-50 - tanque pesado, no pasó de la etapa de prototipo.
- Panhard EBR-75 - automóvil blindado.

Austria
- SK-105 Kürassier - cazacarros, utiliza la torreta FL-12 con cañón de 105 mm del AMX-13.[3]

Argentina
- Patagon - Tanque ligero, híbrido de AMX-13 y SK-105 Kürassier, no paso de la etapa de prototipo.

Egipto
- M4A4 Sherman -tanque medio de la Segunda Guerra Mundial, modificación de posguerra con torreta FL-10.

Suecia
- Projekt Emil.[4]

Estados Unidos
- T71 - solo se construyó una maqueta de madera, de tamaño natural.
- T69 - prototipo de tanque medio de mediados de la década de 1950.[5]
- T54E1 - tanque pesado, dos prototipos con cañones de 105 mm y cargadores automáticos fueron construidos sobre el chasis del tanque M48. Fueron construidos alrededor del año 1952 por United Shoe Manufacturing.[6] Un T54 presentaba una torreta convencional y el otro T54E1 una torreta oscilante.[7]
- T57 - prototipo de tanque pesado construido en la década de 1950 a partir del chasis de un tanque pesado M103, con un cañón de 120 mm montado en una torreta oscilante.[8]